# حاجی‌علی‌بی
حاجی‌علی‌بی (به ترکی آذربایجانی: Hacıəlibəy، همچنین حاج‌علی‌بی و میرزاممدکیشلاخ) روستا و بخشی است در شهرستان خاچماز در جمهوری آذربایجان. جمعیت این روستا ۲،۲۳۰ نفر است.